# Willy Peter Reese

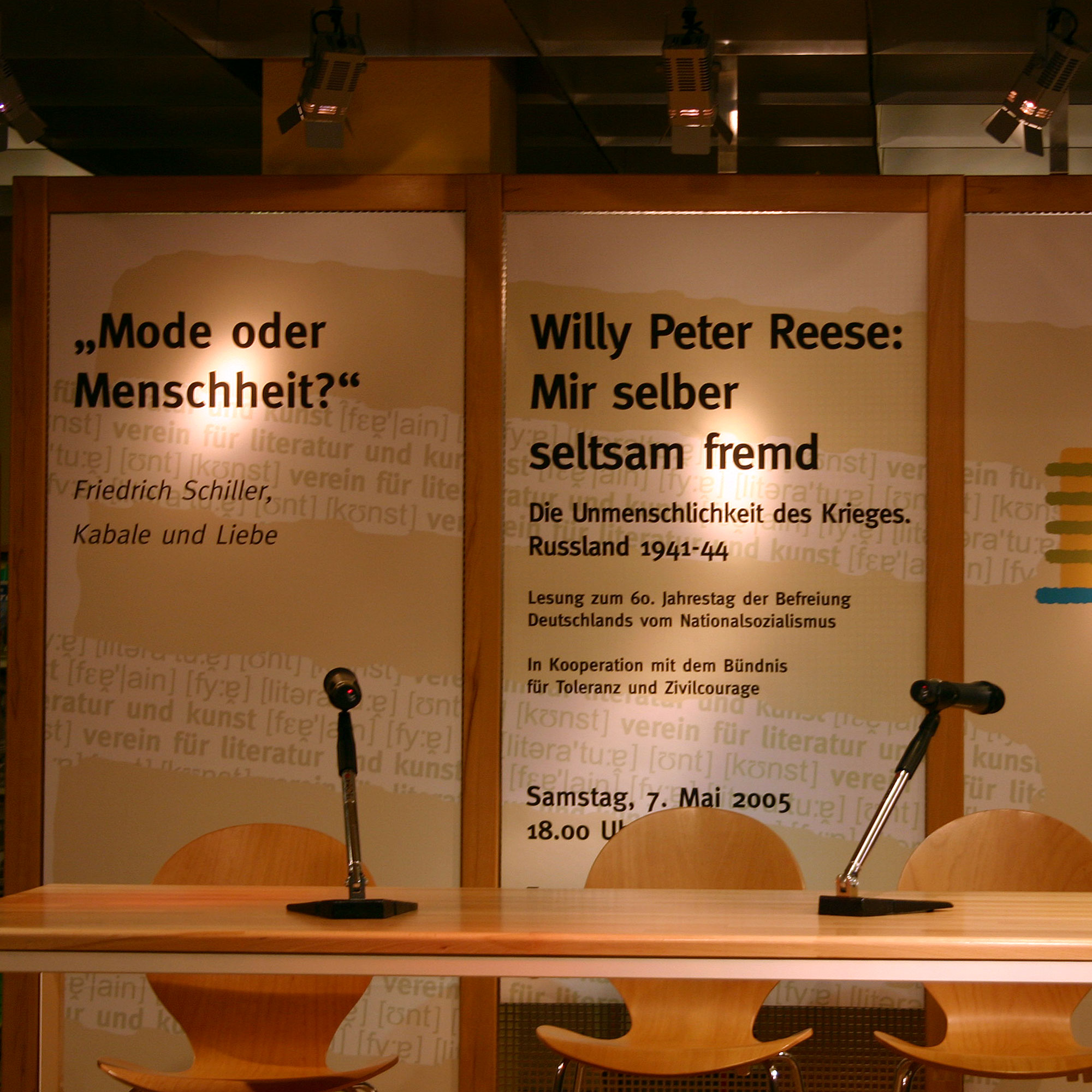
Bühnendekoration mit dem postum erschienenen Buch „Mir selber seltsam fremd“ von Willy Peter Reese. Lesung in der Duisburger Zentralbibliothek anlässlich des 60. Jahrestages der Befreiung Deutschlands vom Nationalsozialismus, 2005.

Willy Peter Reese (* 22. Januar 1921 in Duisburg; † sehr wahrscheinlich zwischen dem 22. und 27. Juni 1944 bei Wizebsk in der Sowjetunion gefallen) war ein deutscher Schriftsteller. Während des Zweiten Weltkrieges führte er als Wehrmachtsoldat an der Ostfront über seine Erlebnisse Aufzeichnungen, die er in einem Manuskript literarisch bearbeitete. Es wurde 2003 unter dem Titel Mir selber seltsam fremd herausgegeben.

## Jugend
Willy Peter Reese besuchte die Mercator-Oberschule in Duisburg und machte 1939 sein Abitur. In seiner Jugendzeit stand er dem Nationalsozialismus kritisch gegenüber. Die ersten literarischen Versuche entstehen in dieser Zeit, unter anderem arbeitete er an einer Autobiographie. Während seiner Zeit am Gymnasium hatte sich Reese mit einem Mitschüler jüdischen Glaubens befreundet, der später nach Auschwitz deportiert wurde und dort den Tod fand.
Reese trat nach seiner Schulzeit eine Banklehre beim Duisburger Bankverein an. Dies geschah hauptsächlich auf Wunsch seines Vaters. Die Lehrzeit gab Reese aber auch Raum für seine schriftstellerische Tätigkeit.

## Kriegseinsatz

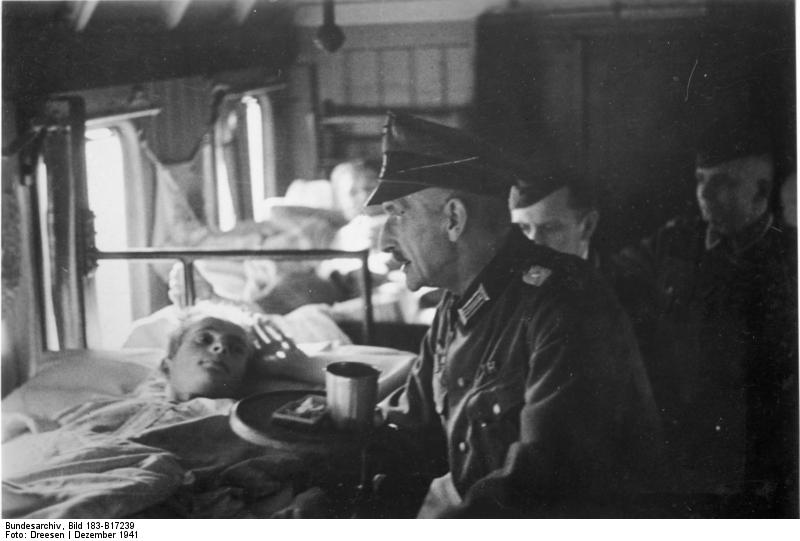
Lazarettzug von der Ostfront (Illustrationsphoto)

Im Februar 1941 wurde Reese zum Kriegsdienst beim Heer nach Köln-Mülheim eingezogen. Nach der Ausbildung mit einem Aufenthalt auf dem Truppenübungsplatz Elsenborn wurde er im August an die Ostfront abgestellt und gelangte in die Gegend von Kiew. Von dort rückte er mit seiner Panzerabwehreinheit in Richtung Osten vor und nahm nach Beginn des Winters an Kämpfen in der Gegend von Kursk teil. Reese wurde dabei verwundet und im März 1942 in ein Kriegslazarett in Offenbach eingeliefert.
Reeses nächster Kriegseinsatz im Osten begann im Herbst 1942. Er traf im Oktober in der Region Rschew ein, 200 Kilometer nordwestlich von Moskau. Im Februar 1943 wurde er am Oberschenkel verwundet und kam zur Genesung in Lazarett nach Oberhof in Thüringen.
Ab 1942 lassen sich deutlichere Spuren der Kritik an der nationalsozialistischen Gesellschaft in Reeses Schriften finden. Auch verweigerte er die Teilnahme an der Ausbildung neu eingezogener Soldaten.

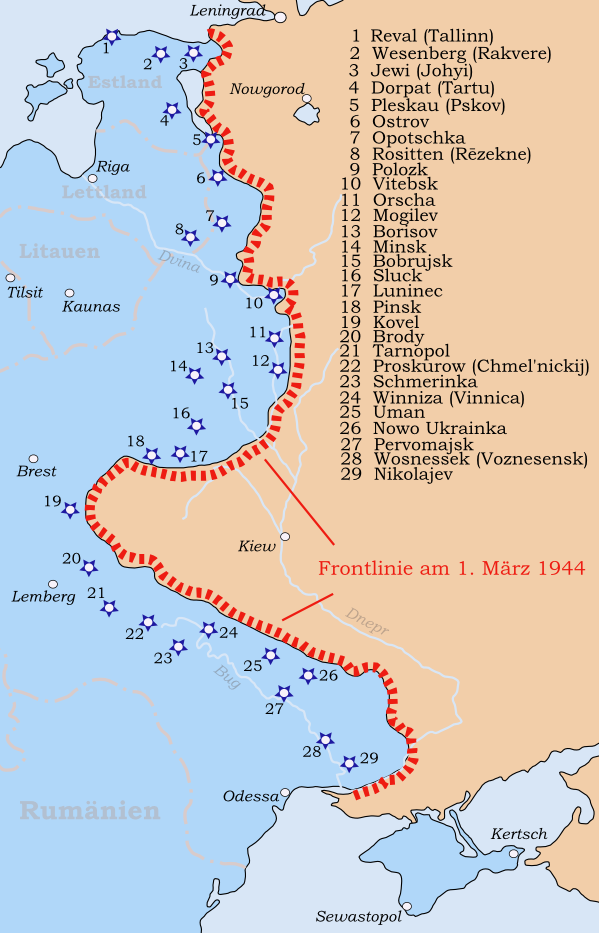
Verteidigungsstellungen an der Ostfront, Juni 1944

Im Juli 1943 musste er wieder an die Ostfront und nahm an der erfolglosen Sommeroffensive der Wehrmacht teil. Die Wehrmacht zog sich nach Westen zurück, wo sich Reese bis Anfang 1944 in Stellungen am Fluss Dnjepr aufhielt. Reese war seit der sowjetischen Offensive im Juni 1944 in der Nähe von Witebsk im Norden Weißrusslands vermisst und ist wahrscheinlich gefallen.
Während seines Fronturlaubs bzw. Rehabilitationszeiten hatte Reese bei seinen Eltern in Duisburg auf Grundlage seiner Aufzeichnungen, Briefe und Erinnerungen ein vorläufiges Manuskript verfasst. Er gab ihm den Titel Russische Abenteuer – ein Bekenntnis aus dem großen Kriege. In der Hoffnung, sein Buch veröffentlichen zu können, schrieb er schon während seines Militärdienstes mehrere Verlagshäuser an, allerdings ohne Erfolg.

## Nachlass
Zwischen 1941 und 1944 schrieb Reese mehrere hundert Gedichte, Prosaarbeiten und wahrscheinlich über tausend Briefe. Nach dem Tod von Reeses Mutter in den 1970er Jahren erbte seine Cousine Hannelore Kern Reeses mehrere Tausend Blatt umfassenden Aufzeichnungen. Lange Zeit blieb die Kiste mit diesen Dokumenten verschlossen. Erst Jahre später begann Hannelore Kern, die ungeordneten, oft schwer zu entziffernden Seiten zu sortieren und zu lesen. Alle Briefe und Handschriften schrieb sie ab. Im Jahr 2002 begann sie eine Institution zu suchen, die Reeses Schriften archivieren sollte, um sie für die Nachwelt zu retten.
Sie schrieb Universitäten und Verlage an, erhielt aber selten eine Antwort. Erst in Zusammenarbeit mit dem Stern-Reporter Stephan Schmitz entstand das Buch Mir selber seltsam fremd.

## Werk
- Willy Peter Reese: Mir selber seltsam fremd. Die Unmenschlichkeit des Krieges. Russland 1941–44. Hrsg. von Stefan Schmitz. Claasen, München 2003, ISBN 3-546-00345-4.